# Poetry (tidskrift)
Poetry är en poesitidskrift i USA, grundad 1912 av Harriet Monroe som blev en livslång redaktör för tidskriften.
I tidskriften publicerades dikter av bland andra William Carlos Williams, Ezra Pound, Carl Sandburg, Robert Frost, Langston Hughes, E.E. Cummings, Frank O'Hara, Sylvia Plath, Wallace Stevens och många andra. Den är bland annat känd för att ha varit den första som publicerade T.S. Eliots dikt "J. Alfred Prufrocks kärlekssång". Numera publicerar tidskriften regelbundet nya dikter av framstående poeter, men är främst inriktad på att introducera nya diktare.